# Стјепан Секулић
Стјепан Секулић — Јуцко (Слободница, код Сл. Брода, 22. фебруар 1922 — близина Ободова, Туропоље, 13./14. март 1944), учесник Народноослободилачке борбе и народни херој Југославије.

## Биографија
Рођен је 22. фебруара 1922. године у Слободници, код Славонског Брода. Основну школу завршио је у Слободници, а после тога бродску гимназију. Тада је учествовао у свим акцијама Савеза комунистичке омладине Југославије (СКОЈ), међу осталим, и у познатом штрајку око 60 матураната седмошколаца у бродској гимназији, 1940. године. Због учествовања у штрајку, био је истеран из седмог разреда гимназије, као и неки његови другови. Разред је завршио у Загребу, где је постао секретар средњошколског руководства СКОЈ-а. По избијању Априлског рата 1941, вратио се у Слободницу.
Секулић је, заједно с осталим бродским скојевцима и члановима Комунистичке партије Југославије (КПЈ), прешао у илегалност. Боравио је у мочварном делу Јелас-поља, у близини родног села. Тамо је 9. јула 1941. примљен у чланство КПЈ. Током лета 1941, учествовао је у акцијама и диверзијама у Слободници, Сибињу и Старом Слатнику. По наредби КПЈ, Секилчић је прешао у легалност, јер се једино тако могла одржавати веза са Славонском Пожегом, Новом Градишком и Загребом.
У августу 1941, после повратка из Загреба, био је ухапшен и одведен у логор код Славонског Брода, али никога није одао. Био је пуштен, али је поново ухапшен крајем децембра 1941. и из Славонског Брода пребачен у Загреб, па у Логор Јасеновац. Из логора је побегао препливавши канал Струг. Укрцао се у отворени железнички вагон, искочио у близини Славонског Брода и вратио се кући у Слободницу.
Ступивши на територију где су деловале прве партизанске групе, Стјепан Секулић је постао секретар Окружног комитета СКОЈ-а за Славонски Брод, а убрзо после тога секретар Обласног комитета СКОЈ-а за Славонију. На Првом конгресу Уједињеног савеза антифашистичке омладине Југославије (УСАОЈ), одржаном у Бихаћу од 27. до 29. новембра 1942, Секулић је с још неколико другова представљао омладину из Славоније. Као члан Покрајинског комитета СКОЈ-а за Хрватску, Секулић је на конгресу био изабран и у Централни одбор УСАОЈ-а. Пошто се због Четврте непријатељске офанзиве није могао вратити у Славонију, око пола године био је борац Шесте личке пролетерске дивизије. У Славонију се вратио марта 1943. године. Почетком 1943. године, Секулић је отишао на Кордун, где је учествовао у раду пленума Покрајинског комитета СКОЈ-а за Хрватску, у Слуњу. После конгреса, неко време је проборавио у болници због ране коју је задобио у окршају с непријатељем.
Ноћи између 13. и 14. марта 1944. године, мања група се, прелазећи из Кордуна, пребацила преко Саве. Тек што су се сви пребацили, из заседе су запуцале непријатељске снаге. Секулић, који је био на челу групе, тада је погинуо у шуми Жутици, код села Ободова (Туропоље).
Указом Председништва Антифашистичког већа народног ослобођења Југославије (АВНОЈ), 26. јула 1945. године, међу првим борцима Народноослободилачке војске, проглашен је за народног хероја Југославије.